# No End In Sight – Invasion der Amateure?
No End In Sight – Invasion der Amateure? (Originaltitel: No End in Sight, deutsch Kein Ende in Sicht) ist ein Dokumentarfilm aus dem Jahr 2007 über die amerikanische Besetzung des Irak. Der Film stellt das Regiedebüt des Produzenten Charles H. Ferguson dar. Die Premiere des Films fand am 22. Januar 2007 auf dem Sundance Film Festival 2007 statt. Am 27. Juli 2007 kam die Dokumentation in den Vereinigten Staaten in limitierter Auflage in zwei Kinos. Im Dezember 2007 hatte der Film 1,4 Millionen US-Dollar eingespielt und war auf DVD erschienen.
Die Dokumentation war bei den 80. Oscarverleihungen in der Kategorie Bester Dokumentarfilm nominiert.

## Interviews
Der Film besteht zu einem großen Teil aus Interviews mit Personen, die an der anfänglichen irakischen Besatzungsbehörde und der ORHA (Office for Reconstruction and Humanitarian Assistance, später ersetzt durch das CPA, die Coalition Provisional Authority) beteiligt waren. Es werden 35 Personen interviewt, die inzwischen von dem, was sie damals erlebt haben, enttäuscht sind. Insbesondere behaupten viele der Befragten, dass die Unerfahrenheit der Kernmitglieder der Bush-Regierung – und ihre Weigerung, Input von erfahreneren Außenstehenden zu suchen, anzuerkennen oder anzunehmen – die Ursache für die katastrophalen Besatzungsanstrengungen war. Weitere Interviewte sind ehemalige Soldaten, die im Irak stationiert waren, sowie Autoren und Journalisten, die die Kriegsplanung kritisieren.
Die Befragten sind:
- General Jay Garner, der den Wiederaufbau kurz leitete, bevor er durch L. Paul Bremer ersetzt wurde.
- Botschafterin Barbara Bodine, die für die Botschaft von Bagdad verantwortlich war.
- Richard Armitage, ehemaliger stellvertretender Außenminister
- Robert Hutchings, ehemaliger Vorsitzender des National Intelligence Council.
- Col. Lawrence Wilkerson, Colin Powells ehemaliger Stabschef.
- Col. Paul Hughes, arbeitete im ORHA und dann im CPA, derzeit als Senior Advisor des U.S. Institute of Peace.
- George Packer, Autor von The Assassins' Gate.
- Chris Allbritton, Journalist und Blogger für das Time Magazine.
- Marc Garlasco, Senior Irak Analyst 1997–2003, Defense Intelligence Agency (Verteidigungsnachrichtendienst)
- Joost Hiltermann, Nahost-Direktor, International Crisis Group
- Samantha Power, ehemalige US-Botschafterin bei den Vereinten Nationen; Autorin von A Problem from Hell; Professorin, Harvard University, Kennedy School of Government
- James Fallows, nationaler Redakteur, The Atlantic; Autor, Blind into Baghdad.
- Paul Pillar, Nationaler Nachrichtenoffizier für den Nahen Osten (2000–2005), National Intelligence Council (Nationaler Nachrichtendienst)
- Ali Fadhil, irakischer Journalist
- Seth Moulton, Lieutenant, U.S. Marinesoldat (später in das Repräsentantenhaus der Vereinigten Staaten gewählt)
- David Yancey, Spezialist der Militärpolizei der US-Armee
- Hugo González, Feldartilleriekanonier, US-Armee
- Omar Fekeiki, Büroleiter, Washington Post Bagdad
- Nir Rosen, Journalist
- Walter B. Slocombe
- Amazia Baram, Professorin für Nahost-Geschichte, ehemalige Beraterin der Bush-Regierung
- Aida Ussayran, ehemalige stellvertretende Ministerin für Menschenrechte im Irak

## Handlung
No End in Sight ist ein Dokumentarfilm, der sich auf die zwei Jahre nach der amerikanischen Invasion im März 2003 konzentriert. Der Film zeigt, dass schwerwiegende Fehler, die von der Regierung von Präsident George W. Bush in dieser Zeit gemacht wurden, die Ursache für die daraus resultierenden Probleme im Irak waren, wie das Aufkommen des irakischen Widerstands, der Mangel an Sicherheit und Grundversorgung für viele Iraker, sektiererische Gewalt und an einem Zeitpunkt das Risiko eines tatsächlichen Bürgerkriegs.
Der Dokumentarfilm stellt fest, dass es an einer Vorausplanung für die Verwaltung des Irak nach der Invasion mangelte. Er kritisiert Rumsfeld dafür, dass er nicht genügend Soldaten zur Verfügung stellte, um die Ordnung aufrechtzuerhalten, was zum Fehlen des Kriegsrechts nach der Eroberung des Landes führte. Die ORHA hatte mindestens zwanzig wichtige Regierungsgebäude und Kulturstätten in Bagdad identifiziert, aber keiner der Orte wurde geschützt; nur das Ölministerium wurde bewacht. Da es keine Polizei oder nationale Armee gab, die für Ordnung sorgte, wurden Ministerien und Gebäude geplündert unter Verlust ihrer Schreibtische, Tische, Stühle, Telefone und Computer. Auch große Maschinen und Bewehrungsstäbe wurden aus Gebäuden entwendet. Unter den Geplünderten befanden sich irakische Museen, die unbezahlbare Artefakte aus einigen der frühesten menschlichen Zivilisationen bewahrt hatten, weshalb No End in Sight annimmt, dass diese Plünderungen dem durchschnittlichen Irakern entmutigende Signale gesendet haben dürfte bezüglich des Bestrebens der amerikanischen Streitkräfte, Recht und Ordnung aufrechtzuerhalten. Letzten Endes verwandelte sich die weit verbreitete Plünderung in eine organisierte Zerstörung Bagdads. Die Zerstörung von Bibliotheken und Aufzeichnungen, in Kombination mit der „Entba'athifizierung“, ruinierte die öffentliche Verwaltung, die vor der Invasion der USA bestand. Die ORHA-Mitarbeiter berichteten, dass sie bei der Wiederherstellung der Verwaltungsinfrastruktur von Grund auf neu anfangen mussten. Rumsfeld wies die weit verbreiteten Plünderungen zunächst zurück als nicht schlimmer als die Unruhen in einer amerikanischen Großstadt, und Archivmaterial von General Eric Shinseki, das seinen geschätzten Bedarf an die erforderlichen Soldaten angibt, offenbart das Bewusstsein für den Mangel an Soldaten.
Laut No End in Sight gab es weiterhin drei besonders schwere Fehler von L. Paul Bremer, dem Leiter der Koalitions-Übergangsverwaltung:
- Einstellung der Vorbereitungen für die Bildung einer irakischen Übergangsregierung
- Bremers erste offizielle Exekutivverordnung zur Umsetzung der „Entba'athifizierung“ in der Anfangsphase der Besatzung, da er  Mitglieder für illoyal hielt. Die regierende Ba'ath-Partei Saddam Husseins zählte eine große Mehrheit der Regierungsangestellten des Irak zu ihren Mitgliedern, einschließlich Bildungsbeamter und einiger Lehrer, da es nicht möglich war, solche Positionen zu erreichen, wenn man kein Parteimitglied war. Auf Befehl des CPA wurde diesen qualifizierten und oft unpolitischen Personen verboten, irgendwelche Positionen in der neuen Regierung des Irak einzunehmen.
- Bremers zweite offizielle Exekutivanordnung, die alle militärischen Einheiten des Irak auflöste, was gegen den Rat des US-Militärs geschah und 500.000 junge Männer arbeitslos machte. Die US-Armee hatte darauf gedrängt, dass die irakischen Truppen erhalten blieben, da sie sich vor Ort auskannten und die Ordnung aufrechterhalten könnten, aber Bremer weigerte sich, da er den Eindruck hatte, dass sie illoyal sein würden. Im Nachgang entschieden sich viele ehemalige irakische Soldaten, viele mit zu unterstützenden Großfamilien, dass ihre beste Zukunftschance darin bestünde, einer Miliztruppe beizutreten. Die riesigen irakischen Waffenlager standen jedem, der Waffen und Sprengstoff wollte, zur Plünderung bereit, sodass die ehemaligen irakischen Soldaten in den Militärlagern zusammenkamen. Die USA wussten über die Lage der Waffenlager, sagten aber, dass es an den Truppen fehlte, um sie zu sichern. Später wurden genau diese Waffen gegen die Amerikaner und die neuen irakischen Regierungskräfte eingesetzt.

Der Film nennt diese drei Fehler als Hauptursachen für die schnelle Verschlechterung des besetzten Irak bis zum Chaos, da der Zusammenbruch der staatlichen Bürokratie und Armee zu einem Mangel an Obrigkeit und Ordnung führte. Es waren die islamischen Fundamentalisten, die sich bemühten, diese Lücke zu schließen, sodass ihre Reihen sich mit vielen desillusionierten Irakern füllten.

## Rezeption
Der Kritik-Aggregator Metacritic bewertet den Film mit 89 von 100 Punkten, basierend auf 28 Kritiken. Rotten Tomatoes, ein weiterer Kritik-Aggregator, bewertet den Film mit 96 Prozent, basierend auf 95 Kritiken.

## Auszeichnungen und Nominationen

### Auszeichnungen
- Sundance Film Festival 2007: Jury-Spezial-Preis
- National Society of Film Critics Award: Best Non-Fiction Film
- New York Film Critics Circle Awards: Best Non-Fiction Film
- Los Angeles Film Critics Association Awards: Best Documentary/Non-Fiction Film
- San Francisco Film Critics Circle: Best Documentary
- Florida Film Critics Circle Awards: Best Documentary
- Southeastern Film Critics Association Awards: Best Documentary
- Toronto Film Critics Association Awards: Best Documentary

### Nominationen
- Nomination für den Oscar als Bester Dokumentarfilm[2]